# Charles Laughton
Charles Laughton (Scarborough, 1 de julho de 1899 — Los Angeles, 15 de dezembro de 1962) foi um ator, roteirista, diretor e produtor cinematográfico britânico naturalizado cidadão norte-americano em 1950.
Foi o primeiro ator a interpretar o detetive Hercule Poirot no teatro, em 1928, e o primeiro ator britânico a ganhar o Oscar de melhor ator por um filme britânico, Os Amores de Henrique VIII.
Dirigiu apenas um filme, O Mensageiro do Diabo, de 1955, estrelado por Robert Mitchum.
Apesar de ser reconhecidamente homossexual, foi casado com a atriz Elsa Lanchester de fevereiro de 1929 até a sua morte, e não tiveram filhos. Encontra-se sepultado no Forest Lawn Memorial Park (Hollywood Hills), Los Angeles, Condado de Los Angeles, Califórnia nos Estados Unidos.
Possui uma estrela na Calçada da Fama.

## Principais filmes

### Como ator
- 1962 - Advise & Consent (Tempestade sobre Washington)
- 1960 - Spartacus
- 1960 - Sotto dieci bandiere (Sob Dez Bandeiras)
- 1957 - Witness for the Prosecution (Testemunha de Acusação)
- 1954 - Hobson's Choice (Papai É do Contra)
- 1953 - Young Bess (A Rainha Virgem)
- 1953 - Salomé (Salomé)
- 1951 - The Blue Veil (Ainda Há Sol em Minha Vida)
- 1951 - The Strange Door (O Tirano)
- 1949 - The Bribe ("Lábios que escravizam")
- 1948 - Arch of Triumph (O Arco do Triunfo)
- 1948 - The Big Clock (O Relógio Verde)
- 1947 - The Paradine Case (Agonia de Amor)
- 1945 - Captain Kidd (Capitão Kidd)
- 1944 - The Suspect
- 1944 - The Canterville Ghost (O Fantasma de Canterville)
- 1943 - This Land Is Mine (Esta Terra É Minha)
- 1943 - Forever and a Day (Para Sempre um Dia)
- 1942 - Stand by for Action (As Portas do Inferno)
- 1942 - Tales of Manhattan (Seis Destinos)
- 1941 - It Started with Eve (Um Raio de Sol)
- 1940 - They Knew What They Wanted (Não Cobiçarás a Mulher Alheia)
- 1939 - The Hunchback of Notre Dame (O Corcunda de Notre Dame)
- 1939 - Jamaica Inn (A Estalagem Maldita)
- 1938 - Sidewalks of London
- 1938 - Vessel of Wrath
- 1935 - Ruggles of Red Gap (Vamos À América)
- 1935 - Mutiny on the Bounty (O Grande Motim)
- 1935 - Les Misérables (Os Miseráveis)
- 1934 - The Barretts of Wimpole Street (A Família Barrett)
- 1933 - The Private Life of Henry VIII (Os Amores de Henrique VIII)
- 1932 - Island of Lost Souls (A Ilha do Dr. Moreau)
- 1932 - The Sign of the Cross (O Sinal da Cruz)
- 1932 - If I Had a Million (Se Eu Tivesse um Milhão)

### Como diretor
- 1955 - The Night of the Hunter - O Mensageiro do Diabo (br) ou A Sombra do Caçador (pt)

### Como roteirista
- 1955 - The Night of the Hunter (não creditado)
- 1938 - Sidewalks of London

### Como produtor
- 1939 - Jamaica Inn (não creditado)
- 1938 - Sidewalks of London (não creditado)
- 1938 - Vessel of Wrath

## Prêmios e indicações
Oscar
- Recebeu três indicações na categoria de melhor ator, por Os Amores de Henrique VIII, O Grande Motim e Testemunha de Acusação, tendo vencido por Os Amores de Henrique VIII.

Globo de Ouro
- Recebeu uma indicação na categoria de melhor ator - drama, por Testemunha de Acusação.

BAFTA
- Recebeu duas indicações na categoria de melhor ator estrangeiro, por Testemunha de Acusação e Tempestade sobre Washington.

Associação de Críticos de Nova Iorque
- Em 1935, venceu o prêmio NYFCC de Melhor Ator por Mutiny on the Bounty (1935) e Ruggles of Red Gap (1935).